# Erlenbusch (Kürten)
Erlenbusch ist ein Wohnplatz in der Gemeinde Kürten im Rheinisch-Bergischen Kreis.

## Lage und Beschreibung
Der Ort liegt zwischen Olpe und Delling bzw. Schultheismühle und Forsten.

## Geschichte
Der Ort ist auf der Topographischen Aufnahme der Rheinlande von 1824 als Irlenbusch und auf der Preußischen Uraufnahme von 1840 als Erlenbusch verzeichnet.
Ab der Preußischen Neuaufnahme von 1892 ist er auf Messtischblättern regelmäßig als Erlenbusch verzeichnet.
1822 lebten 15 Menschen im als Hof kategorisierten und Erlenbusch bezeichneten Ort.
1830 hatte der Ort 16 Einwohner.
Der 1845 laut der Uebersicht des Regierungs-Bezirks Cöln als Hof kategorisierte Ort besaß zu dieser Zeit fünf Wohnhäuser. Zu dieser Zeit lebten 33 Einwohner im Ort, davon 17 katholischen und 16 evangelischen Bekenntnisses.
Die Gemeinde- und Gutbezirksstatistik der Rheinprovinz führt Erlenbusch 1871 mit zwei Wohnhäusern und 15 Einwohnern auf.
Im Gemeindelexikon für die Provinz Rheinland von 1888 werden zwei Wohnhäuser mit neun Einwohnern angegeben.
1895 hatte der Ort zwei Wohnhäuser und 14 Einwohner.
1905 besaß der Ort zwei Wohnhäuser und elf Einwohner und gehörte konfessionell zum katholischen Kirchspiel Olpe und zum evangelischen Kirchspiel Delling.
1927 wurden die Bürgermeisterei Olpe in das Amt Olpe überführt. In der Weimarer Republik wurden 1929 die Ämter Kürten mit den Gemeinden Kürten und Bechen und Olpe mit den Gemeinden Olpe und Wipperfeld zum Amt Kürten zusammengelegt. Der Kreis Wipperfürth ging am 1. Oktober 1932 in den Rheinisch-Bergischen Kreis mit Sitz in Bergisch Gladbach auf.
1975 entstand aufgrund des Köln-Gesetzes die heutige Gemeinde Kürten, zu der neben den Ämtern Kürten, Bechen und Olpe ein Teilgebiet der Stadt Bensberg mit Dürscheid und den umliegenden Gebieten kam.